# Hervormde Kerk (Suurhusen)
De Hervormde kerk van Suurhusen (Landkreis Aurich) werd in het midden van de 13e eeuw op een warft gebouwd en geniet door de scheve toren grote internationale bekendheid. De toren staat 5,19 graden uit het lood en wordt in het Guinness Book of World Records vermeld als de scheefste toren ter wereld.

## Geschiedenis

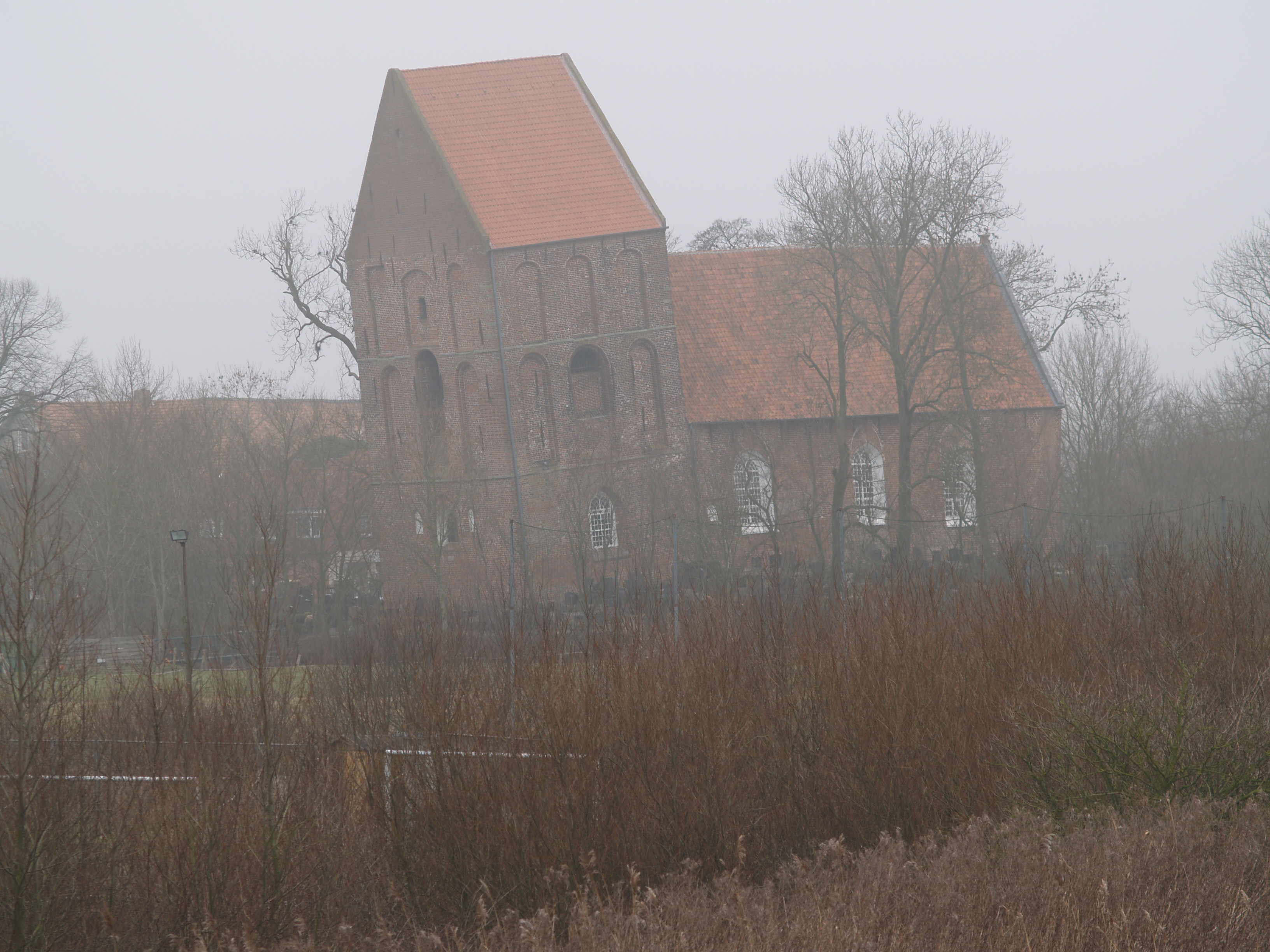
De scheve toren van Suurhusen

De kerk werd in de 13e eeuw als 32 meter lange en 9,35 brede zaalkerk zonder toren gebouwd. Het oorspronkelijke patrocinium van de kerk is onbekend. Toen rond 1450 aan het laatromaanse kerkschip de toren op de kleine warft werd aangebouwd, moest wegens plaatsgebrek voor dat doel het kerkschip met een vierde deel worden ingekort. Over de veenbodem werd voor de bouw van de toren een fundament van eikenstammen gelegd.
Aan de toren is af te lezen hoe de bevolking van Suurhusen strijd moesten leveren met het water. In de noordwesthoek van de toren wordt met een zandsteen aangegeven tot hoe hoog het water tijdens de Allerheiligenvloed in 1570 stond. In de Kerstvloed van 1717 stond het water nog hoger. Tijdens deze vloed spoelde een schip op de warft aan. Bij een volgende vloed enkele weken later kon het schip weer worden vlotgetrokken en naar de vaargeul van de Eems worden gesleept.
In 1855 ontdekte men dat de toren begon te neigen. Door de ontwatering van de omliggende landerijen begon het grondwaterpeil te dalen. Hierdoor kwam het fundament van eikenhout droog te staan en sloeg de verrotting toe, hetgeen de situatie verder verergerde. Om verdere verzakking tegen te gaan werd in 1926 onder sterke protesten van de bevolking de 12 meter hoge dakruiter van de toren weggebroken.
Omdat men ondanks de maatregelen de verzakking geen halt wist toe te roepen en de toren een deel van het kerkschip dreigde mee te scheuren, werd het bedehuis ten slotte in 1975 gesloten. De kerkdiensten vonden vanaf dat moment plaats in een nieuw gebouwd gemeentecentrum. Het orgel werd verkocht en de ramen werden dichtgespijkerd. Maatregelen waarbij het fundament werd blootgelegd en opgevuld met beton en staal haalden niets uit. Desondanks kon de kerk van Suurhusen in 1985 dankzij een groep van vrijwilligers en specialisten weer in gebruik worden genomen.
In 1989 stond de toren al 2,39 meter uit het lood. In het begin van de jaren 1990 werden er nieuwe maatregelen getroffen door elf betonnen palen van 11 tot 14 meter lang in de harde zandlaag te slaan. Vervolgens werden er dwarsbalken onder de fundering geplaatst. Hiermee lijkt aan de verzakking een einde gekomen.

### Gegevens verzakking
In genoemde jaren werden de volgende afwijkingen uit het lood gemeten:
- 1929: 1,15 m;
- 1939: 1,74 m;
- 1967: 2,03 m;
- 1970: 2,16 m;
- 1977: 2,19 m;
- 1980: 2,34 m;
- 1984: 2,39 m;
- 1996: 2,43 m.

## Het gebouw
Aan de noordzijde van de toren bevindt zich boven het portaal een zandstenen plaat waarop een wapenschild en een leliesymbool worden uitgebeeld, hetgeen duidt op een schenking door een lokale heerser. In de buurt van de ingang tot het kerkhof bevond zich vroeger een poortgebouw, dat tegen het einde van de 16e eeuw door Nederlandse geloofsvluchtelingen werd gebruikt als schoolgebouw.
In 1855 werd de noordelijke muur van het kerkschip gesloopt en met nieuwe stenen weer opgemetseld. Ook werden delen van de oostelijke muur opnieuw gemetseld. Oorspronkelijk bevond zich aan de oostzijde een apsis, hetgeen nog te zien is aan de grote rondboog. De zuidelijke muur van de kerk, die eveneens niet meer recht staat, bevindt zich grotendeels nog de originele toestand. Bij deze verbouwing vond men een zandsteen met de inscriptie "AD MVI" (Anno Domini 1006).

## Inrichting
Zoals het een kerkgebouw van calvinistische snit betaamt is de inrichting eenvoudig. In de kerk staat een doopvont van zandsteen. Bij renovatiewerkzaamheden van de toren werd een grafplaat van zandsteen gevonden. De randdecoratie van de grafplaat stemt overeen met de decoratie van het doopvont. Deskundigen menen dat zowel het doopvont als de grafplaat uit het begin van de 13e eeuw dateren. In de kerk bevinden zich verschillende zerken uit de jaren 1521 tot 1736.

## Afbeeldingen

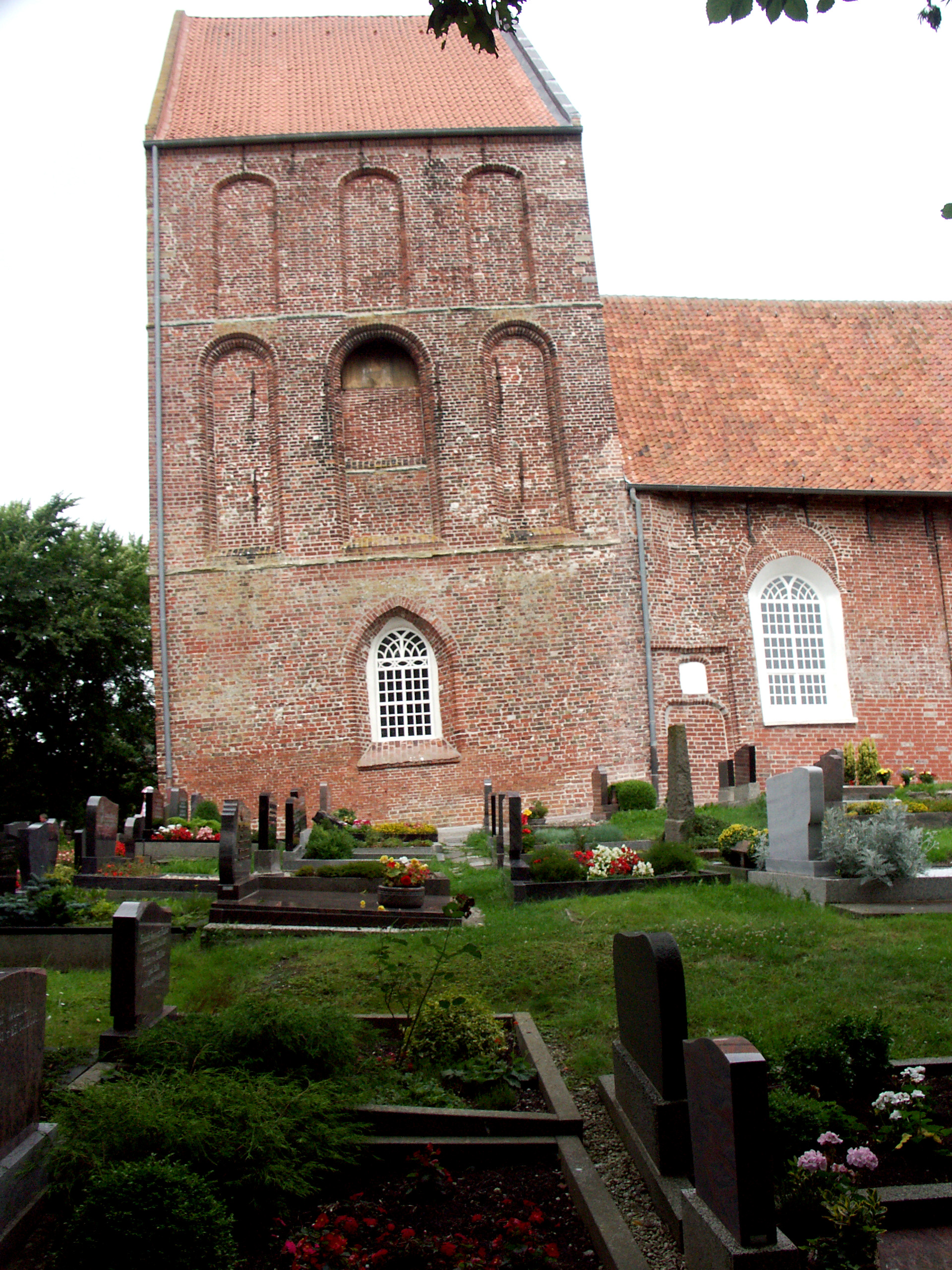
Close-up van de toren
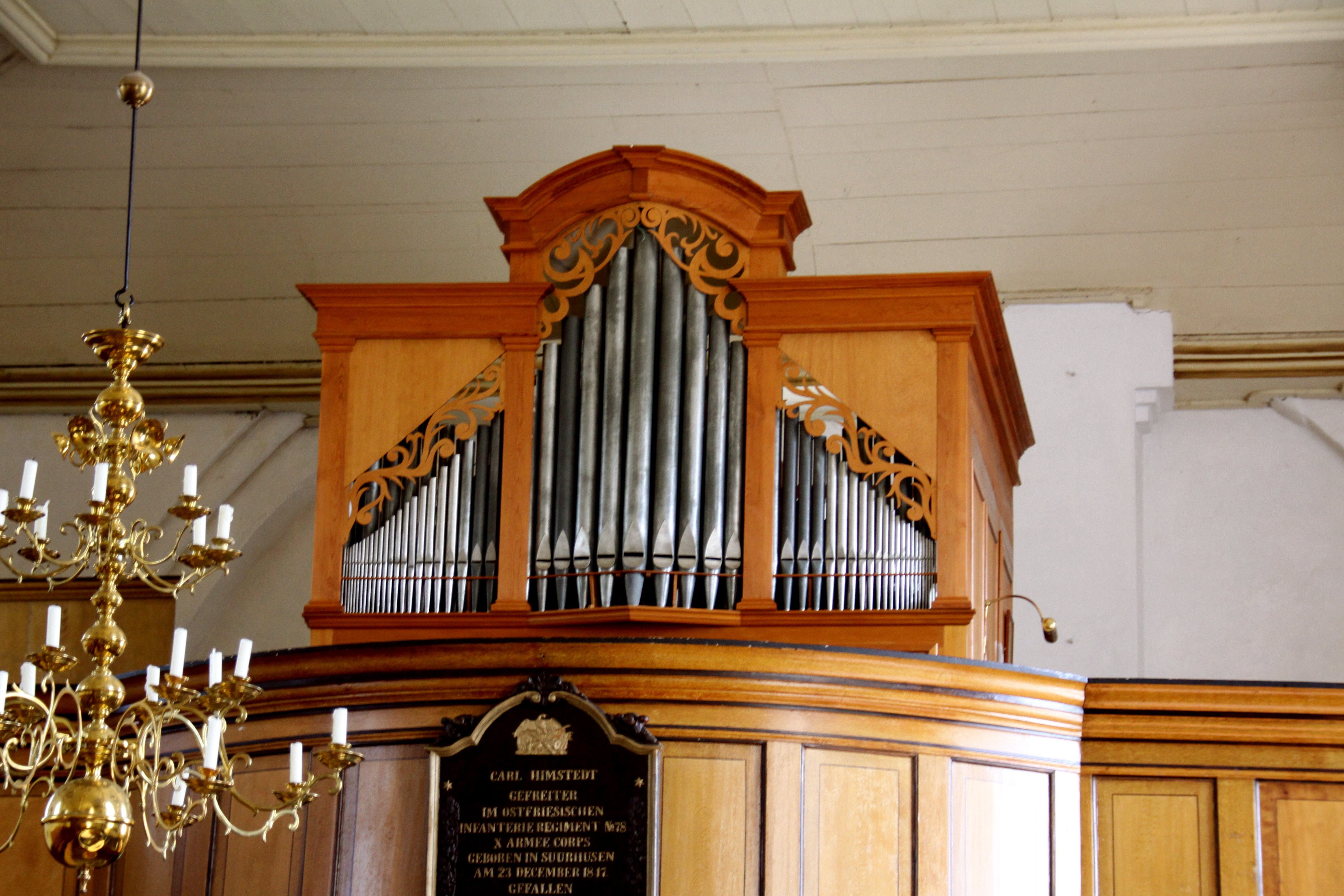
Orgel
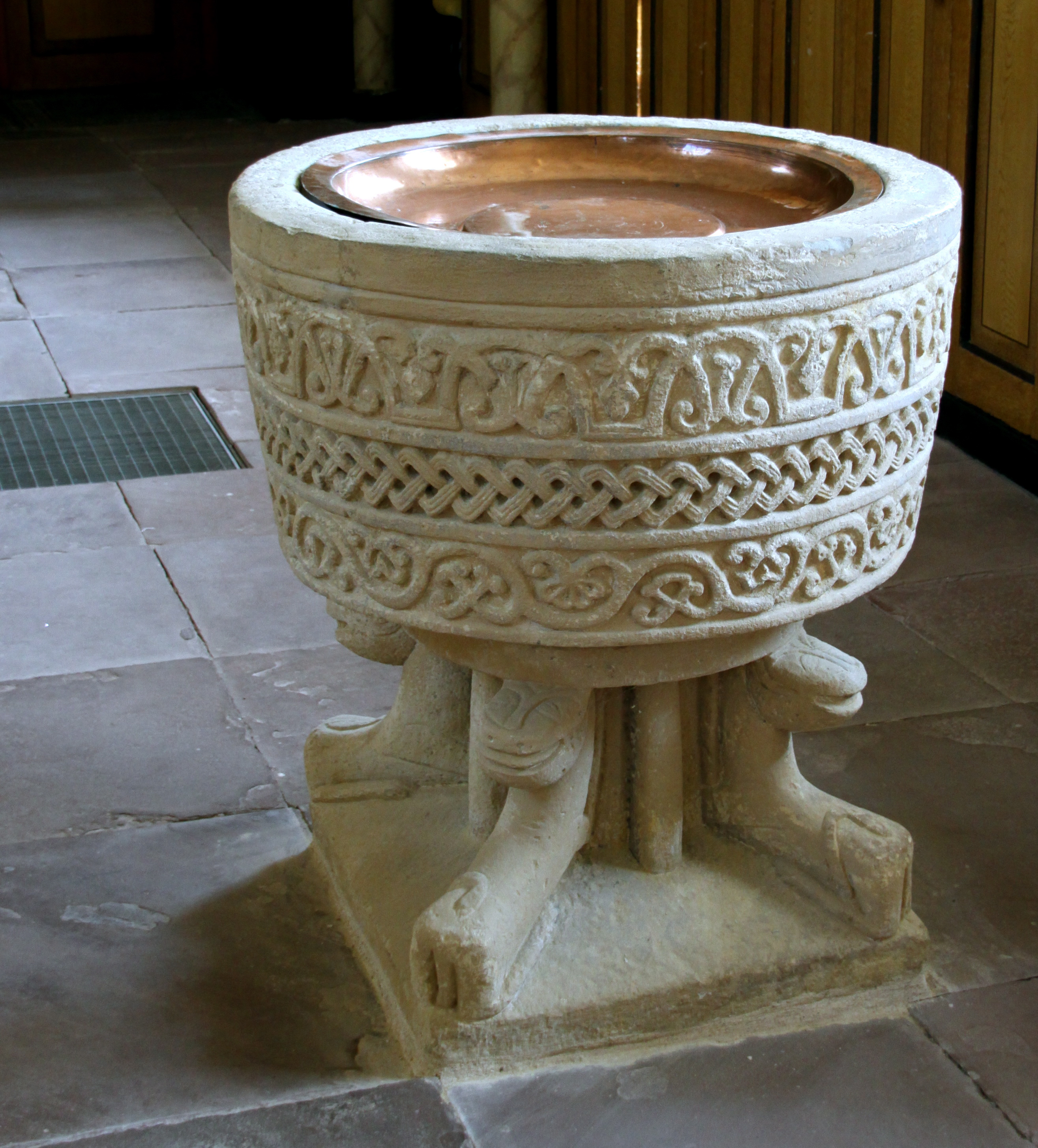
Doopvont